# 우신산업
주식회사 우신산업은 대한민국의 자동차부품 기업이다.

## 사업
(주)우신산업은 기계, 설비, 자동차 업종의 자동차부품, 자동차용 영상기기 제조/소프트웨어 개발/공급 사업을 하는 중견기업이다.